# Хан, Мисбах
Мисбах Хан (нем. Misbah Khan; род. 4 декабря 1989, Карачи) — немецкий политик. Член партии Германии Союз 90 /Зелёные. Депутат Бундестага XX созыва (с 2021 года). 

## Биография
Мисбах Хан родилась 4 декабря 1989 года в городе Карачи, Пакистан. Её бабушка и дедушка эмигрировали в Германию в 1950-х годах, поселились в Меккенхайме. Мама Мисбах в 1988 году возвратилась в Пакистан, где преподавала немецкий язык в школе и в это же время родила дочь. Семья вернулась в Меккенхайм, когда Мисбах было 4 года. Здесь она выросла, здесь получила образование - степень бакалавра в гимназии курфюрста Рупрехта в Нойштадт-ан-дер-Вайнштрассе. Мисбах Хан изучала политологию и британские исследования в Университете Йоханнеса Гутенберга в Майнце.
Она начала свою трудовую деятельность в Государственном центре политического образования земли Рейнланд-Пфальц, с 2017 года работала в Государственном управлении по социальным вопросам, делам молодежи и вопросам социального обеспечения земли Рейнланд-Пфальц, затем трудилась в Центре демократии земли Рейнланд-Пфальц в отделе религиозного экстремизма.
Мисбах Хан мусульманка.

## Политическая карьера
В 2008 году Мисба Хан стала членом Партии зеленых, а с 2009 по 2017 год она была членом Партии зеленой молодежи. С 2009 по 2014 год являлась членом Общинного совета ассоциации в Дейдесхайме, с 2019 года возобновила членство. С 2009 по 2011 годы и с 2014 по 2016 годы она входила в состав государственного правления зеленой молодежи земли Рейнланд-Пфальц. С 2014 года активно работала на государственном уровне в качестве представителя трудового сообщества штата по вопросам мира и международного сотрудничества.
Мисба Хан баллотировалась на выборах в ландтаг земли Рейнланд-Пфальц в 2016 году, заняв 11-е место в списке штатов, и участвовала в федеральных выборах 2017 года в качестве прямого кандидата от округа Нойштадт-Шпейер. На собрании делегатов штата в ноябре 2019 года Мисба Хан была избрана лидером партии зеленых земли Рейнланд-Пфальц.
В 2021 году избралась в Парламент Германии XX созыва. Баллотировалась под номером 5 в списке партии зеленых земли Рейнланд-Пфальц и получила мандат в Бундестаг Германии. В Парламенте является полноправным членом Комитета по цифровым технологиям и Комитета по внутренним делам и внутренним делам, а также заместителем члена Комитета по правам человека и гуманитарной помощи.